# Asia Enso Kai: Live in Tokyo 1983
Asia Enso Kai: Live in Tokio 1983 es un álbum en vivo de la banda británica de rock progresivo Asia y fue publicado en 2001.  Fue grabado durante un concierto que realizó la banda en la ciudad de Tokio, Japón en 1983 como parte de la gira del álbum Alpha. En esta presentación, John Wetton (quién había dejado la banda poco antes de esta gira) fue reemplazado en la voz y el bajo por Greg Lake.
Este álbum fue relanzado por la compañía Past & Present Records bajo el nombre de Live in Budokan en 2002 y Night of the Rising Sun en 2006 por Renaissance Records.

## Lista de canciones
| Side one |                                            |                            |          |  |
| N.º      | Título                                     | Escritor(es)               | Duración |  |
| 1.       | «The Heat Goes On»                         | Geoff Downes / John Wetton | 4:50     |  |
| 2.       | «Here Comes the Feeling»                   | Wetton / Steve Howe        | 5:34     |  |
| 3.       | «Eye to Eye»                               | Downes / Wetton            | 3:42     |  |
| 4.       | «Sketches in the Sun» (solo de Steve Howe) |                            | 3:39     |  |
| 5.       | «Only Time Will Tell»                      | Downes / Wetton            | 5:05     |  |
| 6.       | «Open Your Eyes»                           | Downes / Wetton            | 7:10     |  |
| 7.       | «Geoff Downes Solo Instrumental»           |                            | 3:58     |  |
| 8.       | «The Smile Has Left Your Eyes»             | John Wetton                | 2:08     |  |
| 9.       | «Wildest Dreams» (con solo de Carl Palmer) | Downes / Wetton            | 8:46     |  |
| 10.      | «Heat of the Moment»                       | Downes / Wetton            | 7:12     |  |
| 11.      | «Sole Survivor»                            | Downes / Wetton            | 5:15     |  |

## Formación
- Greg Lake — voz principal y bajo
- Geoff Downes — teclados y coros
- Carl Palmer — batería
- Steve Howe — guitarra